# NGC 3412
NGC 3412 es una galaxia espiral barrada (SB0) localizada en la dirección de la constelación de Leo. Posee una declinación de +13º 24' 43" y una ascensión recta de 10 horas, 50 minutos y 53,3 segundos.
La galaxia NGC 3412 fue descubierta el 8 de abril de 1784 por William Herschel.